# Life Racing Engines

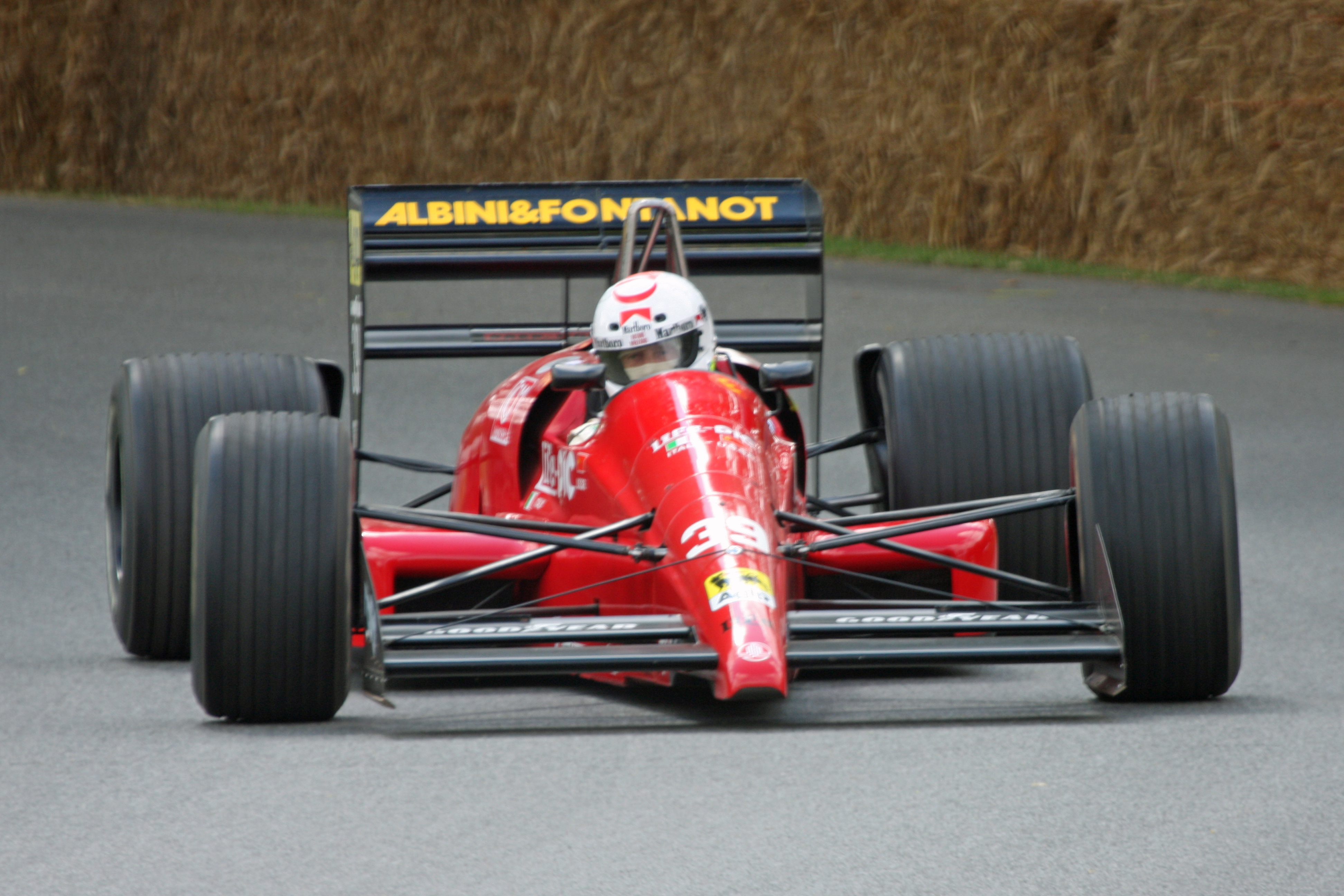
Life 190 visas upp på Goodwood Festival of Speed 2009.

Life Racing Engines var ett formel 1-stall som grundades av den italienske affärsmannen Ernesto Vita 1989. Stallets bas var i Reggio nell'Emilia i Italien. Life skrev ett tvåårskontrakt med Gary Brabham men efter att han inte lyckats förkvala till två lopp, slutade han. Ersättare blev Bruno Giacomelli, som för övrigt inte hade kört Formel 1 sedan 1983. Giacomelli gjorde tolv försök att förkvala, men alla misslyckades. Life körde med en Life V12:a, men de två sista loppen bytte man till en Judd V8:a. Efter sitt misslyckande försvann Life Racing Engines i slutet av säsongen 1990.